# Мочениго, Джованни Зуане
Джова́нни Зуа́не Мочени́го (итал. Giovanni Zuane Mocenigo; ок. 1558 — 1623) — венецианский аристократ, известен тем, что написал донос на Джордано Бруно в инквизицию.

## Биография
Происходил из старинной аристократической семьи Мочениго.
В 1591 году пригласил в Венецию известного учёного Джордано Бруно, чтобы тот обучил его искусству памяти. Вскоре отношения между Мочениго и его учителем испортились, и Бруно собирался вернуться во Франкфурт-на-Майне. Узнав об этом, Мочениго 23 мая 1592 года написал донос в инквизицию, где обвинил Бруно в ереси и богохульстве, а после того, как Бруно был арестован, Мочениго написал ещё два доноса.
Летом 1604 года был избран в Сенат Венецианской республики, а осенью того же года был отправлен в Стамбул в качестве посланника республики для переговоров с султаном Ахмедом I. Дальнейшая его деятельность после возвращения из Стамбула неизвестна; упоминается, что он скончался в 1623 году.